# Ali Baba i czterdziestu rozbójników (film 1954)
Ali Baba i czterdziestu rozbójników (fr. Ali Baba et les quarante voleurs) – francuski film przygodowy z 1954 roku, będący luźną adaptacją opowiadania o Ali Babie z Księgi tysiąca i jednej nocy.

## Fabuła
Ali Baba przypadkowo odkrywa jaskinię, w której Abdul i jego 40 rozbójników ukrywa ogromne skarby. Ali zabiera trochę złota, by odkupić niewolnicę Morgianę od jej pana – Kassima, w której się kocha. Ali zamierza ją wyzwolić i poślubić.

## Główne role
- Fernandel – Ali Baba
- Dieter Borsche – herszt zbójców Abdul
- Jean-Henri Chambois – herszt zbójców Abdul (głos)
- Henri Vilbert – Kassim
- Édouard Delmont – ojciec Morgiany
- Samia Gamal – tancerka Morgiana
- Gaston Orbal – Mufti